# Johann Baptist Kletzinsky

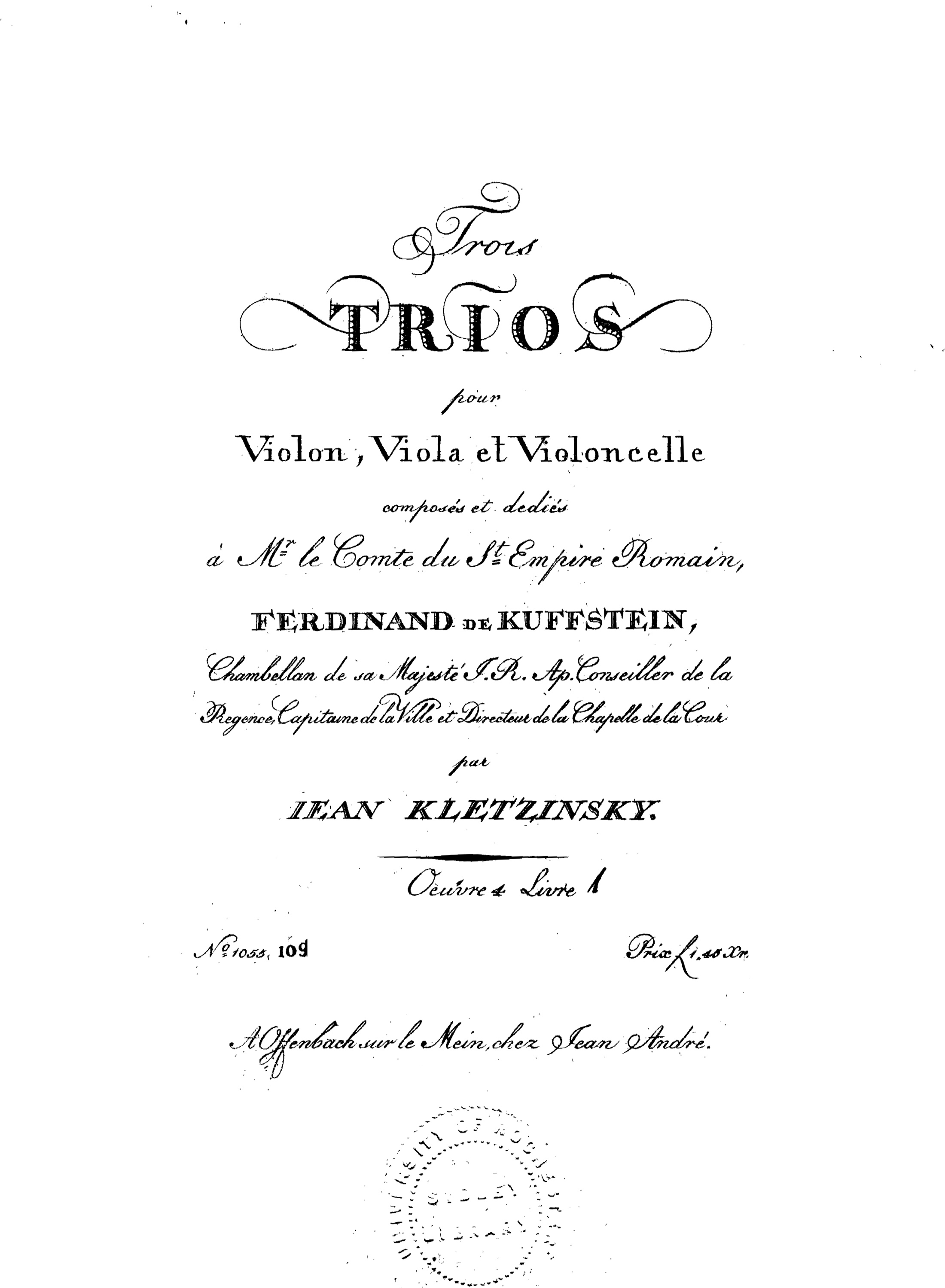

Johann Baptist Kletzinsky (poln. Jan Baptysta Kleczyński; * 14. Juni 1756 in Karviná; † 6. August 1828 in Wien) war ein österreichisch-polnischer Komponist, Dirigent und Violinist.

## Leben
Johann Baptist Kletzinsky studierte Musik in Lemberg und/oder in Krakau. 
Um 1786 bis 1792 war er als Violinist und Dirigent des Orchesters der Gräfin Marie Josephe Breuner in Venedig tätig. Danach war er als Musiker am Hof des Fürsten Antal Grassalkovics von Gyarack in Pressburg und Wien angestellt.
Seit 1795 wohnte er in Wien, wo er 1796 Mitglied der Tonkünstler-Sozietät und 1811 bis 1825 dessen Konzertmeister wurde.
1801 wurde er Violinist und ab 1804 Dirigent der Wiener Hofmusikkapelle. Nebenbei war er im Burgtheater und im Kärntnertortheater tätig. 

## Werke (Auswahl)

### Werke mit Opuszahl
- 3 Duetti für zwei Violinen op. 1, Kozeluch, Wien RISM ID: 990033711
- 3 Duetti für zwei Violinen op. 2.,  Fürst Antal Grassalkovich II. Gewidmet, 1793 RISM ID: 853001068 RISM ID: 990033712
- 22 Variationen f. Violine und Viola, op. 3, Giuseppe Grosser gewidmet, Kozeluch, Wien, 1793 OCLC 920726406 RISM ID: 990033713
- 6 Trios für Violine, Bratsche und Cello  op. 4. 1797, Ferdinand v. Kuffstein gewidmet, Johann André, Offenbach OCLC 487450639 Heft I, Kozeluch, Wien I C-Dur II G-Dur Iii D-Dur RISM ID: 990033714 Johann André, Offenbach RISM ID: 990033715Heft Ii, Kozeluch, Wien I Es-Dur II B-Dur III A - Dur RISM ID: 990033716
- XX Variations pour deux violons concertants  über das Lied Freut euch des Lebens op. 5, Kozeluch, Wien, 1798 RISM ID: 991021715
- 3 Duos für 2 Violinen op. 8. 1808

### Werke ohne Opuszahl
- Barkarole G-Dur für Violine und Klavier RISM ID: 1001192552
- Concertino Nr. 1. C-Dur für Violine, Oboe. und Orchester 1839 (postum)
- 12 Variationen über das Lied O mein lieber Augustin für 2 Violinen, Ludwig Maisch, Wien RISM ID: 990033720 Kozeluch, Wien RISM ID: 990033719
- Pädagogische Werke für Violine